# NeteXt'73
NeteXt'73 – polski program narzędziowy będący wolnym oprogramowaniem. Rozpowszechniany na zasadach licencji GNU GPL w wersji trzeciej. Służy do instalacji zmodyfikowanych kerneli, skryptów APM oraz innych rozwiązań, związanych bezpośrednio z optymalizacją systemu operacyjnego.
Komunikaty programu przetłumaczono na trzy języki: polski, angielski i francuski.

## Dostępność
Program jest oficjalnie wspierany i rozwijany na system Ubuntu, ale bez problemu można go uruchomić bez straty funkcjonalności na systemach pochodnych takich jak Linux Mint. Możliwa jest instalacja na innych systemach GNU/Linux. Z powodu różnic pomiędzy dystrybucjami GNU/Linuksa program uruchomiony w ten sposób traci większość funkcjonalności.